# Прохоров, Михаил Васильевич
Михаил Васильевич Прохоров (1900, Коротояк, Воронежская губерния — 27 марта 1970, Новосибирск) — советский работник промышленности, директор Новосибирского металлургического завода имени Кузьмина (1953—1970).

## Биография
Родился в Коротояке Воронежской губернии. Из семьи рабочих. Участвовал в Гражданской войне.
Окончив Воронежский государственный университет, трудился с 1926 года на донбасских промышленных предприятиях. В 1932 занял должность начальника отдела технического контроля Запорожского металлургического комбината, с которым в ноябре 1941 года был эвакуирован в Новосибирск.
Работал начальником ОТК на Новосибирском металлургическом заводе, в 1944 году утверждён начальником производственного отдела, в 1947 — главным инженером. С 1953 по 1970 год — руководитель предприятия. Уделял много внимания освоению на НМЗ новых технологий и видов продукции, в частности, организовал выпуск электросварных труб.
Депутат Новосибирского городского совета, член областного и городского комитетов партии.
Похоронен на Заельцовском кладбище (квартал 39).

## Награды
Удостоен двух орденов Ленина и двух орденов Трудового Красного Знамени. В 1945 году за успешное исполнение правительственных заданий по снабжению металлом оборонной промышленности получил орден Красной Звезды.